# Некромант (фильм, 1988)
«Некромант» — фильм американского режиссёра Дасти Нельсона, снятый в 1988 году.

## Сюжет
Начинающая актриса Джули подвергается насилию в пустом театре со стороны своего бывшего парня Пола и его друзей Карла и Аллана. Так как насильники нашли компрометирующие девушку письма, она решает не обращаться в полицию. Тогда её подруга Фреда предлагает обратиться за помощью к ведьме Лисе, которая является их ровесницей. В ходе ритуала, направленного на призвание сил зла для мести насильникам, происходят странные вещи, однако, в целом, девушки не относятся к этому действу серьёзно.
Однако после этого насильникам начинает являться демон мести, который первоначально принимает образ Джули. Затем его жертвой становится профессор Чарльз, с которым у девушки когда-то были отношения. Джули обращается за помощью к Эрнсту, бывшему сотруднику Лисы, пытающегося практиковать магию добра. Однако ведьме не нравится вмешательство в её дела, и она убивает юношу. Теперь Лиса пытается добраться и до Эрика, нынешнего парня Джули, однако девушке удаётся остановить волшебницу.

## В ролях
1. Элизабет Кайтан — Джули Джонсон
2. Джон Тайлер — Эрик Фрейден
3. Ронда Дортон — Фреда Лёрч
4. Стэн Харвитц — Пол ДюШейн
5. Эдвард А. Райт — Карл Каулдер
6. Шоун Эйснер — Аллан
7. Расс Тэмблин — профессор Чарльз ДеЛонж
8. Лоис Мастен — некромантка Лиса
9. Дэвид Флинн — Дэвид
10. Лиза Рэндольф — Мэри
11. Лиза Бет Уилсон — Линда
12. Скотт Харрисон — Ромео
13. Кейт Барнс — Гас
14. Карла Барон — Гейл
15. Уэйд Аарон Риддл — Эрнст